# Agriculture biologique végane
L'agriculture et le jardinage biologique végane, aussi appelée agriculture biologique végétalienne, consiste à produire des denrées alimentaires ainsi que d'autres types de denrées en respectant les règles de l'agriculture biologique tout en limitant l'exploitation ou le tort causé aux animaux. Les techniques d'agriculture végane emploient des méthodes n'utilisant pas de produits ou de sous produits d'origine animale tels que les farine de sang, de poisson, d'os, de fumier ou tout autre produit d'origine animale parce que la production de ces matériaux est issue de l'exploitation des animaux, et donc considérée par les véganes, directement ou indirectement, comme de la cruauté envers les animaux. Certains de ces éléments sont des sous-produits provenant de l'élevage d'animaux pour la production de viande, de lait, de fourrures, pour le divertissement, le travail, ou des animaux de compagnie. La vente de ces sous-produits aide à diminuer les dépenses liées à l'élevage de ces animaux, et par conséquent, contribue à soutenir l'industrie de l'élevage.

## Types

### Agriculture en forêt

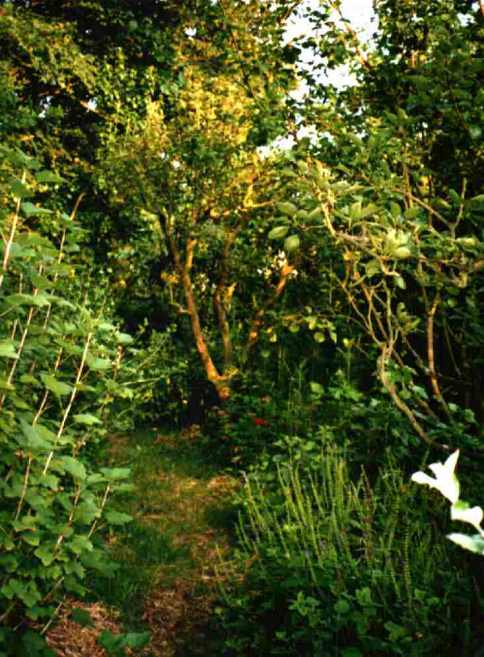
Jardin-forêt de Robert Hart à Shropshire en Angleterre

L'agriculture en forêt est entièrement biologique et basé sur l'écosystème présent dans les forêts claires. Les agriculteurs y intègrent des arbres fruitiers et à noix, des arbrisseaux, des herbes, des vignes et des légumes vivaces. En utilisant les techniques de compagnonnage végétal, celles-ci peuvent être associées et grandir dans une succession de couches afin de reproduire l'habitat naturel des forêts claires. L'agriculture en forêt peut être considérée comme une manière de recréer le jardin d'Eden. Les trois principaux produits de l'agriculture en forêt sont les fruits, les noix et les légumes verts à feuilles.

### Permaculture végane
La permaculture végane (aussi connue en anglais sous le nom de veganic permaculture, véganiculture, or végaculture) évite l'utilisation d'animaux domestiques. C'est essentiellement la même chose que la permaculture, sauf pour l'ajout d'une valeur fondamentale : l'éthique animale. Zalan Glen, un végétalien cru, propose que la permaculture végane devrait émerger de la permaculture, de la même manière que le véganisme émergea du végétarisme dans les années 1940. Les véganes reconnaissent l'importance des animaux libres et sauvages et l'absence d'animaux domestiqués pour créer un écosystème équilibré.

### Agriculture végane
La méthode de l'agriculture végane est un système développé par Rosa Dalziell O'Brien, Kenneth Dalziel O'Brien et May E. Bruce, bien que le terme ait été inventé par Geoffrey Rudd comme une contraction des mots légumes biologiques en anglais pour désigner une distinction claire entre les systèmes chimiques conventionnels et ceux qui sont biologiques et basés sur le fumier animal. L'argument fondamental du système d'O'Brien est que les fumiers d'animaux sont dommageables pour la santé des sols. Son argumentation ne tient pas compte principalement de l'exploitation et de la cruauté faite aux animaux.
Le système emploie des techniques très spécifiques y compris l'ajout de paille et de résidus de légumes sur le sol afin de maintenir la fertilité des sols. Les jardiniers qui suivent les règles de ce système utilisent du paillis comme revêtement de sol et emploient des techniques d'agricultures ne compactant pas la surface des terres en utilisant principalement des outils manuels plutôt que de la machinerie lourde. Lorsqu'ils s'agenouillent, ils utilisent une planche sous leur genoux afin de répartir le poids et éviter de compacter le sol. Kenneth Dalziel O'Brien a publié une description de son système dans l'ouvrage intitulé Veganic Gardening, the Alternative System for Healthier Crop.
Les méthodes d'O'Brien préconisent également une perturbation minimale du sol par le labour, l'utilisation de couvertures de culture et d'engrais verts, la création permanente de lits surélevés et de chemins battus entre eux, l'alignement des lits le long d'un axe nord-sud et la plantation en rangées doubles ou plus, de sorte que chaque ligne n'ait pas un chemin sur les deux côtés. L'utilisation de compost animal est interdit.

## Certifications

### Certification des fermes biologiques véganes au niveau international
Depuis 1996, l'association anglaise Vegan Organic Network promeut le jardinage ainsi que l'agriculture biologique végane dans le monde. Elle est également un organisme de certification pour cette façon de cultiver.  
Le Standard Biocyclique Végétalien est une norme d'agriculture biologique végane accréditée par l'IFOAM. 12 fermes en Europe ont été certifiées.  

### Certification des exploitations Agriculture Eco-végane en France
Depuis septembre 2016, la société de certification française Expertise Végane Europe permet aux exploitants pratiquant le mode de culture végane d'obtenir un certificat de conformité et de mettre en valeur la qualité végane de leurs produits. 

## Liens connexes
- Agriculture écologique
- Jardinage respectueux du climat
- Écologie profonde

- Végétarisme environnemental
- Plants for a Future
- Agriculture végane